# فرنچی مارتین
فرنچی مارتین (انگلیسی: Frenchy Martin; ۱۹ ژوئیهٔ ۱۹۴۷ – ۲۱ اکتبر ۲۰۱۶) کشتی‌گیر کشتی حرفه‌ای، و مربی (کشتی حرفه‌ای) اهل کانادا بود.